# Курдас Руслан В'ячеславович
Руслан В'ячеславович Курдас (нар. 14 лютого 1994 — пом. 27 січня 2023, Бахмутський район) — український футболіст, півзахисник.

## Клубна кар'єра
З 2007 по 2009 роки виступав у ДЮФЛ за запорізький «Металург».
Розпочав свій шлях у професійному спорті у 2011 році у складі друголігового «Динамо» (Хмельницький). Дебютував за клуб 16 квітня 2011 року у виїзному матчі проти «Росі», провівши на полі 60 хвилин. На момент дебюту йому виповнилося 17 років, 2 місяці і 3 дні.
У клубі провів 2 сезони, за цей час вийшовши на поле у 12 матчах.
Сезон 2012—2013 років провів у юнацькій команді «Іллічівця».
У 2015 році грав у чемпіонаті Запорізької області за «Вектор» (Богатирівка), дійшовши з командою до фіналу кубку області та завоювавши срібні медалі чемпіонату області.
У період з 2016 по 2018 рік виступав за друголігові «Металург» (Запоріжжя) і «Таврію» (Сімферополь).
Другу половину сезону 2017—2018 років провів у чортківському «Кристалі», який грав у аматорському чемпіонаті України. За цей клуб Курдас виступав до другої половини сезону 2019—2020, провівши 54 гри в обласному та в аматорському чемпіонаті країни, забивши 19 голів. Був капітаном команди.
Паралельно з виступами за чортківський клуб працював учителем з фізичного виховання у Чортківській гімназії № 3 імені Романа Ільяшенка.
В другій половині сезону 2019—2020 перейшов до складу «Таврії-Скіф», у складі якої переміг у чемпіонаті області й взяв участь у розіграші чемпіонату України серед аматорів у наступному сезоні. В цьому ж сезоні перейшов до складу прямого конкурента «Таврії-Скіф» по групі в аматорському чемпіонаті — «Перемога» (Дніпро).
Сезон 2020—2021 майже повністю провів у складі «Перемоги», але наприкінці сезону перейшов до складу «Сум», з якими ж взяв участь у розіграші Другої ліги сезону 2021/22.

## Російсько-українська війна
Після початку повномасштабного вторгнення Росії в Україну вступив до лав ЗСУ. 28 січня 2023 року про його загибель в районі Бахмуту повідомив віцепрезидент «Кристала» Ігор Клим.

## Дивіться також
- Список українських спортсменів, тренерів і функціонерів, що загинули під час Революції гідності чи внаслідок російської агресії в Україні